# Ширнак (провінція)
Ширнак (тур. Şırnak) — провінція в Туреччині, розташована на південному сході країни. На півдні межує з Сирією та Іраком (Іракським Курдистаном). Провінція Ширнак межує з провінцією Мардін на заході, з провінціями Ван та Сіїрт на півночі та з провінцією Хаккярі на сході. Столиця — місто Ширнак.
Населення 403 607 жителів (станом на 2007 рік). Більшість населення провінції — курди та араби. 

## Адміністративний поділ

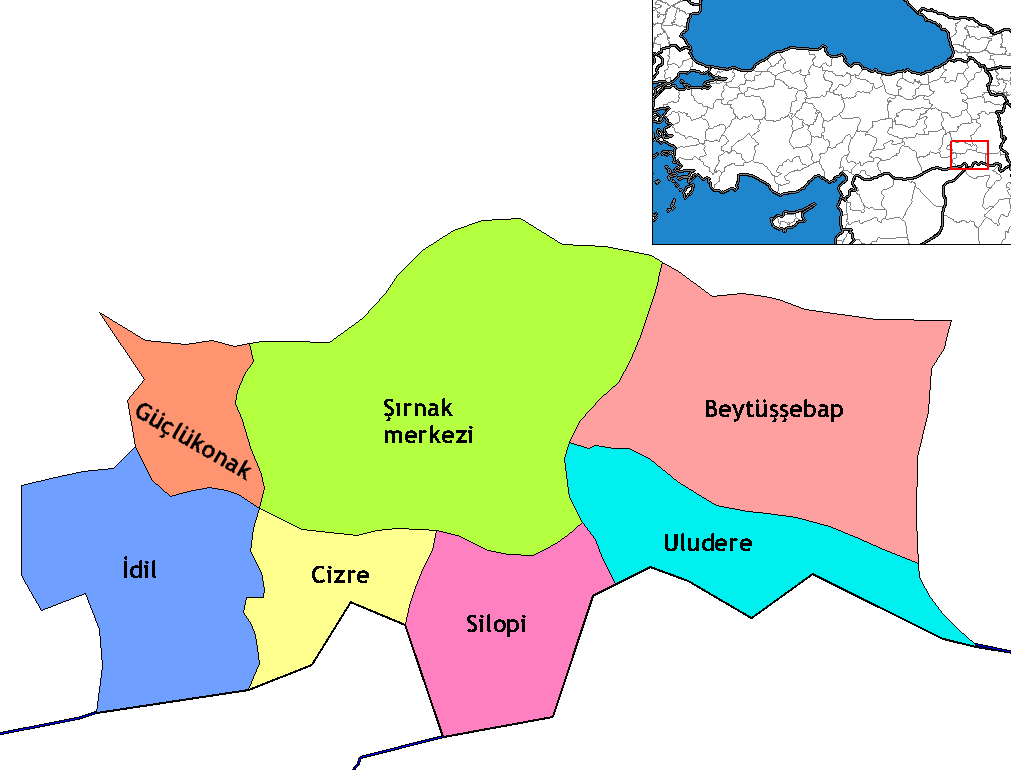

Провінція складається з 7 районів.
1. Бейтюшшебап (Beytüşşebap)
2. Джизре (Cizre)
3. Гючлюконак (Güçlükonak)
4. Ідиль (İdil)
5. Силопі (Silopi)
6. Ширнак (Şırnak)
7. Улудере (Uludere)

| Туреччина | Це незавершена стаття з географії Туреччини. Ви можете допомогти проєкту, виправивши або дописавши її. |